# Venustsalda
Venustsalda is een geslacht van wantsen uit de familie van de Saldidae (Oeverwantsen). Het geslacht werd voor het eerst wetenschappelijk beschreven door Zhang et al. in 2012.

## Soorten
Het genus bevat de volgende soort:

- Venustsalda locella Zhang, Song, Yao & Ren, 2012